# Горіхотворка дубова

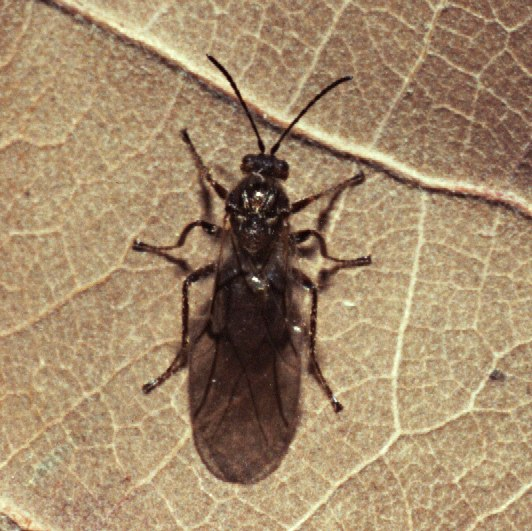
Доросла комаха

Горіхотворка дубова (Diplolepis quercusfolii) — комаха ряду перетинчастокрилих, типовий житель дубових лісів України. 
Довжина не більше 4 мм. Живиться дубовим пилком і нектаром. Личинки бувають завдовжки до 5 мм.

Після того, коли самка відкладає яйце в тканину листка на листі дуба — виникають так звані «чорнильні горішки» — кулясті гали.